# Выборково (Вологодская область)
Выборково — упразднённая деревня в Усть-Кубинском районе Вологодской области.
Входила в состав Богородского сельского поселения, с точки зрения административно-территориального деления — в Богородский сельсовет.
Расстояние по автодороге до районного центра Устья — 58 км, до центра муниципального образования Богородского — 9,5 км. Ближайшие населённые пункты — Большая, Холстово, Вороновская.
По данным переписи в 2002 году постоянного населения не было.
Упразднена 27.11.2020.